# Класифікація підземних полігонометричних мереж
Класифікація підземних полігонометричних мереж (рос. классификация подземных полигонометрических сетей, англ. classification of underground polygonometry nets, нім. Klassifikation f der unterirdische Polygonnetzes n pl) – поділ маркшейдерських підземних мереж на види за їх конструктивних особливостях, точності вимірювання кутів і довжин і за способами примикання до вихідних (початкових) пунктів і орієнтованих сторін.